# Peterborough, Ontario
Peterborough är en stad i Ontario i Kanada. Den är residensstad i Peterborough County. Invånarna uppgick 2011 till 78 698 i antalet.

### Fotnoter
1. ↑  ”Census Profile” (på engelska). Statistics Canada. 13 mars 2011. http://www12.statcan.gc.ca/census-recensement/2011/dp-pd/prof/details/page.cfm?Lang=E&Geo1=CSD&Code1=3515014&Geo2=PR&Code2=35&Data=Count&SearchText=Peterborough&SearchType=Begins&SearchPR=01&B1=All&Custom=. Läst 1 februari 2014.